# بديع الرياشي
بديع الرياشي، قرية من قرى محافظة العيص، والتابعة لمنطقة المدينة المنورة في السعودية.